# Таврический 6-й гренадерский полк
6-й гренадерский Таврический генерал-фельдмаршала великого князя Михаила Николаевича полк — пехотная (гренадерская) часть Русской императорской армии. Один из четырех полков, сформированных 30 марта 1756 г. при восстановлении в России отдельных гренадерских частей. С 1814 г. входил в состав 2-й гренадерской дивизии.
- Старшинство — 30 марта 1756 г.
- Полковой праздник — день Св. Троицы.
- Штаб-квартира — Москва.

## История
- 30 мая 1756 — сформирован из гренадерских рот, отчисленных от Санкт-Петербургского, Новгородского, Сибирского, Азовского, Воронежского, Белозерского и Ладожского пехотных полков как 2-й гренадерский полк, в составе двух батальонов по 5 рот. Был расквартирован в Ревеле, а затем под Ригой.
- 1756—1763 — участвовал в Семилетней войне в составе авангарда генерала Броуна.
  - 19 августа 1757 — участвовал в сражении при Гросс-Егерсдорфе.
  - 25 августа 1758 — участвовал в сражении при Цорндорфе.
  - Март 1759 — кордонная служба на границе Познани.
  - 1 августа 1759 — участвовал в сражении при Кунерсдорфе.
- 13 марта 1762 — 2-й мушкетёрский полк двухбатальонного состава (по 1 гренадерской и 5 мушкетёрских рот в каждом).
- 25 апреля 1762 — Мушкетерский генерал-майора Михаила Измайлова полк.
- 5 июня 1762 — 2-й гренадерский полк, приведен к прежнему штату.
- 1769—1774 — Участвовал в русско-турецкой войне
  - 1769 — На южной оборонительной линии в составе 2-й армии Румянцева.
  - 16 сентября 1770 — Участвовал в осаде крепости Бендеры в составе 2-й армии Панина.
  - Июль 1771 — Участвовал в боевых действиях в Крыму (Перекоп, Феодосия, Керчь, Еникале) под начальством князя В. М. Долгорукого.
- 1774—1775 — В составе «Казанского ополчения», действовавшего против Емельяна Пугачева (четыре роты под командованием полковника Юрия Бибикова).
- 14 января 1785 — Именным приказом императрицы Екатерины II генерал-фельдмаршалу князю Потёмкину переименован в Таврический гренадерский полк.
- 10 апреля 1786 — Приведён в состав четырёх четырёхротных батальонов.

Франсиско Миранда, бывший в Крыму в свите Г. А. Потёмкина в январе 1787 года во время подготовки к Таврическому вояжу Екатерины II, писал: "Рано утром Киселев и я, а также присоединившийся к нам принц Нассау уселись в дрожки и в сопровождении проводника-переводчика направились в Карасубазар, находящийся на расстоянии четырех или пяти верст отсюда. Миновали возвышенность, где бьет прекрасный родник с изумительной водой, а невдалеке расположились лагерем Таврический и Киевский гренадерские полки, которые мы видели в парадном строю и на марше — безусловно, лучшее в этом роде, что мне довелось наблюдать...".
- 1787—1791 — Участвовал в русско-турецкой войне
  - 6 декабря 1788 — Участвовал в штурме крепости Очаков (один батальон в составе колонны бригадира Львова).
  - 18 октября 1790 — Участвовал во взятии крепости Килия.
- 29 ноября 1796 — Приведен в состав двух батальонов по пять гренадерских и две флигель-роты в каждом.
- 13 октября 1798 — Гренадерский генерала от инфантерии Бенкендорфа полк.
- 13 сентября 1799 — Гренадерский генерал-майора Завалишина полк.
- 1799 — В составе корпуса Германа участвовал в голландской экспедиции (в обоих сражениях под Бергеном, во взятии деревень Бакум и Кострикум). В первой битве под Бергеном полк потерял одно знамя и захватил одно вражеское. За потерю знамени не понес наказания, поскольку понес большие потери и сражался в самых опасных местах. Взамен утерянного знамени Высочайшим повелением императора Павла I 30 августа 1800 года полку были дарованы Георгиевские знамёна.
- 14 сентября 1800 — Гренадерский генерал-майора Данзаса полк.
- 29 марта 1801 — Таврический гренадерский полк.
- 30 апреля 1802 — Переформирован в три четырёхротных батальона.
- 2 декабря 1805 — участвовал в битве под Аустерлицем.
- 1806 — определён в 3-ю пехотную дивизию.
- 2 июня 1807 — участвовал в битве под Фридландом.
- 1811 — определён в 1-ю гренадерскую дивизию.
- 26 августа 1812 — участвовал в Бородинском сражении.

Неприятель, видев худой успех своих покушений (на Утицкий курган), начал форсировать кустарник, разделяющий наш правый фланг от левого второй армии, и для удержания его был отряжён туда Таврический гренадерский полк под командою полковника Сулимы. Таким образом продолжался сей кровопролитный бой до самых сумерок, который, несмотря на превосходство неприятеля, совершенно остался для него безуспешным и дало новое доказательство мужества е. и. в. войск (Из рапорта командира 1-й гренадерской дивизии генерал-лейтенанта П. А. Строганова П. П. Коновницыну о действиях дивизии в Бородинском сражении.
- 1813—1814 — участвовал в заграничных походах русской армии, дошёл до Парижа.
- 16-18 октября 1813 года — участвовал в битве народов под Лейпцигом в составе корпуса Раевского.
- 8 марта 1814 — участвовал в деле при Гран-Торси.
- 1814 — определён во 2-ю гренадерскую дивизию.
- 1814 — отличился в битве при Арси-сюр-Об.
- 12 августа 1817 — Назначен на военные поселения в Новгородскую губернию в составе Гренадерского корпуса.
- 25 декабря 1825 — Гренадерский Его Королевского Высочества принца Евгения Вюртембергского полк.
- Декабрь 1830 — Выступил в поход против польских мятежников. Участвовал в сражениях при Калушине, Вавре, Грохово, отличился при Остроленке. Участвовал в штурме Варшавы (брал городской вал близ укреплений № 17, 18 и 19).
- 28 января 1830 — Приведен в состав четырёх батальонов, при этом 3-й батальон сформирован из 2-го батальона З-го Карабинерного полка, а к 4-му батальону присоединена половина 3-го батальона гренадерского Принца Павла Мекленбургского полка.
- 8 ноября 1831 — после подавления холерного бунта в военных поселениях полки Гренадерского корпуса остаются квартировать в Новгородской губернии "на общих правилах воинского постоя"[2].
- 20-25 января 1840 — Четвёртый батальон упразднён, вместо него в кадровый состав введены 4-й резервный и 5-й запасной батальоны.
- 6 мая — 10 сентября 1849 — Поход в Польшу в связи с подавлением Венгерского восстания.
- 19 марта 1857. — Таврический гренадерский Его Королевского Высочества принца Евгения Вюртембергского полк.
- 13 октября 1857 — Таврический гренадерский Его Императорского Высочества великого князя Михаила Николаевича полк.
- 1863 — польский поход.
- 25 марта 1864 — 6-й гренадерский Таврический Его Императорского Высочества Великого князя Михаила Николаевича полк.
- 28 ноября 1877 — участвовал в сражении при Плевне.
- 30 декабря 1909 — 6-й гренадерский Таврический генерал-фельдмаршала великого князя Михаила Николаевича полк
- Май - июль 1916 г. отличился в Барановичских сражениях[3].
- Сентябрь 1916 г. - отражение газовой атаки германцев[4].
- 4 марта 1917 — снято шефство.
- 11 марта 1918 — полк расформирован в Москве наряду с другими частями 1-й и 2-й гренадерских дивизий[5].

## Шефыполка
- 25.04.1762 — 05.07.1762 — генерал-майор Измайлов, Михаил Львович
- 20.10.1786[6] — хх.хх.1796 — генерал-аншеф князь Репнин, Николай Васильевич
- 03.12.1796 — 13.09.1799 — генерал-лейтенант (с 30.09.1798 генерал от инфантерии) Бенкендорф, Христофор Иванович
- 13.09.1799 — 14.09.1800 — генерал-майор Завалишин, Иринарх Иванович
- 14.09.1800 — 06.04.1801 — генерал-майор Данзас, Карл Иванович
- 06.04.1801 — 01.09.1814 — герцог Вюртембергский Евгений-Фридрих-Карл-Павел-Людвиг
- 21.12.1825 — 16.09.1857 — герцог Вюртембергский Евгений-Фридрих-Карл-Павел-Людвиг
- 13.10.1857 — 04.03.1917 — великий князь Михаил Николаевич

## Командиры
- 12.02.1786 — хх.хх.1790 — полковник Поздняков (Позняков), Пётр Андреянович
- хх.хх.1790 — хх.хх.1796 — полковник (с 24.11.1794 бригадир) фон Кнорринг, Карл Фёдорович
- 1796/1797 — 29.11.1797 — полковник Арбенев, Иван Иосифович
- 01.07.1798 — 18.10.1798 — полковник Уколов, Александр Петрович
- 02.11.1798 — 17.12.1799 — полковник Кохиус, Пётр Иванович
- 10.07.1800 — 06.04.1801 — подполковник Ветберг, Иван Иванович
- 06.04.1801 — 04.03.1807 — генерал-майор Данзас, Карл Иванович
- 14.04.1807 — 18.09.1811 — полковник Жемчужников, Аполлон Степанович
- 18.09.1811 — 01.09.1814 — полковник (с 21.11.1812 генерал-майор) Сулима, Николай Семёнович
- 01.09.1814 — 30.08.1816 — полковник Тимрот, Фёдор Карлович
- 30.08.1816 — 16.04.1819 — подполковник Соколов, Андрей Михайлович
- 29.05.1819 — 29.09.1828 — подполковник (с 12.12.1819 полковник) Соболевский, Степан Герасимович
- 25.11.1828 — 03.11.1831 — полковник Обрадович, Ефим Николаевич
- 03.02.1832 — 16.02.1839 — полковник (с 01.01.1839 генерал-майор) Пухинский, Александр Сергеевич
- 19.02.1839 — 08.10.1843 — флигель-адъютант полковник (с 11.04.1843 генерал-майор) Грессер, Пётр Александрович
- 08.10.1843 — 11.05.1854 — полковник (с 30.03.1852 генерал-майор) Зезевитов, Иван Платонович
- 11.05.1854 — 22.07.1858 — полковник барон фон Криденер, Николай Павлович
- 22.07.1858 — 17.04.1863 — полковник Фуругельм, Оттон Васильевич
- 17.04.1863 — 23.11.1865 — полковник Аллер, Александр Самойлович
- хх.хх.1865 — 30.08.1871 — полковник Добровольский, Владимир Михайлович
- 22.09.1871 — 01.11.1876 — полковник Дмитровский, Виктор Иванович
- 02.11.1876 — хх.хх.1878 — полковник Голубев, Фёдор Фёдорович
- 17.08.1878 — 14.02.1888 — полковник Клевезаль, Владимир Николаевич
- 28.02.1888 — 31.01.1894 — флигель-адъютант полковник Божерянов, Александр Иванович
- 07.02.1894 — 04.06.1897 — полковник Защук, Иосиф Иосифович
- 02.07.1897 — 02.06.1901 — полковник Крузенштерн, Аксель Фёдорович
- 04.07.1901 — 01.06.1904 — полковник Франковский, Рафаил Фомич
- 01.06.1904 — 10.12.1904 — полковник Российский, Михаил Александрович
- 12.01.1905 — 13.07.1907 — полковник Зуров, Александр Александрович
- 29.07.1907 — 29.07.1909 — полковник Ганецкий, Дмитрий Иванович
- 29.07.1909 — 25.02.1912 — полковник Адабаш, Михаил Алексеевич
- 25.02.1912 — 27.08.1915 — полковник Сурин, Станислав Онуфриевич
- 27.08.1915 — 20.09.1916 — полковник Суворов, Андрей Николаевич
- 20.09.1916 — 23.05.1917 — полковник Кузьмин, Александр Герасимович
- 23.05.1917 — 12.09.1917 — полковник Иванов, Павел Алексеевич
- 16.09.1917 — хх.хх.хххх — подполковник (с 22.10.1917 полковник) Стремский, Георгий Михайлович

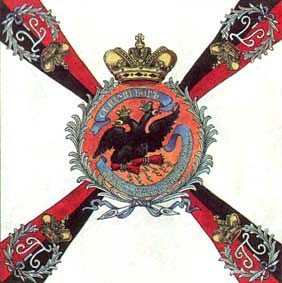
Белое знамя Таврического гренадерского полка образца 1800 г.

## Знаки отличия
1. Полковое знамя Георгиевское с надписью: «За взятие знамени в сражении против французов в Голландии под г. Бергеном в 1799 г.» и «1756—1856» с Александровской юбилейной лентой. Высочайший приказ от 30.03.1856 г.
2. Серебряная труба с надписью: «3-го Карабинерного, переименованного из 8-го Егерского, за отличие 14 Августа 1813 г. при Кацбахе», пожалованная 30.11.1830 г. егерскому полку, из которого впоследствии был сформирован третий батальон Таврического гренадерского.
3. Знаки на головные уборы с надписью: «За отличие», пожалованные полку 3.08.1815 г. за подвиги, оказанные в войне с Францией в 1812—1814 гг. — во всех батальонах.

## Нагрудный знак
Утверждён 15 июля 1908 года.
Оксидированная граната с золотым пламенем, обрамлённая серебряным венком из лавровой и дубовой ветвей. Венок перевязан внизу сине-жёлтой лентой (синее наружу, а жёлтое внутри), на которой помещены написанные белой краской даты: «1756—1906» и «CL». На корпус гранаты наложены вензеля Императрицы Елизаветы Петровны (буква «Е» синяя, а «Р» золотая) и Императора Николая II (золотой).

## Знаки различия
| Описание     | Знаки различия (1904—1907 гг.) | Знаки различия (1904—1907 гг.) | Знаки различия (1904—1907 гг.) | Знаки различия (1904—1907 гг.) | Знаки различия (1904—1907 гг.) | Знаки различия (1904—1907 гг.) | Знаки различия (1904—1907 гг.) |
| ------------ | ------------------------------ | ------------------------------ | ------------------------------ | ------------------------------ | ------------------------------ | ------------------------------ | ------------------------------ |
|              |                                |                                |                                |                                |                                |                                |                                |
| Погоны       |                                |                                |                                |                                |                                |                                |                                |
|              |                                |                                |                                |                                |                                |                                |                                |
| Чин / звание | Полковник                      | Подполко́вник                   | Капитан                        | Штабс-капитан                  | Пору́чик                        | Подпору́чик                     | Пра́порщик                      |
| Группа       | Штаб-офицеры                   | Штаб-офицеры                   | Обер-офицеры                   | Обер-офицеры                   | Обер-офицеры                   | Обер-офицеры                   | Обер-офицеры                   |

|                 |               |                      |                      |          |          |
| Погоны          |               |                      |                      |          |          |
|                 |               |                      |                      |          |          |
| Воинское звание | Фельдфебель   | Старший унтер-офицер | Младший унтер-офицер | Ефрейтор | Гренадер |
| Группа          | Унтер-офицеры | Унтер-офицеры        | Унтер-офицеры        | Рядовые  | Рядовые  |

## Известные люди, служившие в полку
- Каченовский, Михаил Трофимович — ректор Московского университета.
- Киттлер, Герольд Лаврентьевич — капельмейстер.
- Криднер, Пётр Антонович — подполковник, командир Ревельского пехотного полка.
- Ставраков, Семён Христофорович — генерал-майор, герой Отечественной войны 1812 года.
- Тизенгаузен, Василий Карлович — декабрист.
- Тучков, Александр Алексеевич — генерал-майор, герой Отечественной войны 1812 года.
- Фалеев, Николай Иванович — юрист, публицист, товарищ министра земледелия Временного правительства, советский общественный деятель.

## Дислокация полка
- 1820 - г. Мосальск Калужской губернии. Второй батальон полка находился на поселении[7]
- г. Москва, Павловская ул., Александровские казармы.